# Félicien Rops
Félicien Rops (Namur, 7 de julho de 1833 — Essonnes, 23 de agosto de 1898) foi um desenhista, litógrafo, gravurista e pintor belga.
Encontrava-se fortemente associado ao movimento literário simbolista e decadentista. Seu trabalho tendia a misturar imagens de sexo, morte e satanismo, consoantes às poesias que ele ilustrava. Dentre os escritores que admiravam a sua obra incluía-se Théophile Gautier, Alfred de Musset, Stéphane Mallarmé, Jules Barbey d’Aurevilly e Joséphin Péladan.

## Seleção de obras

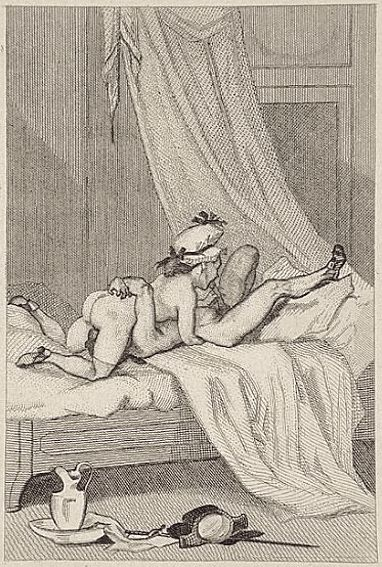
69
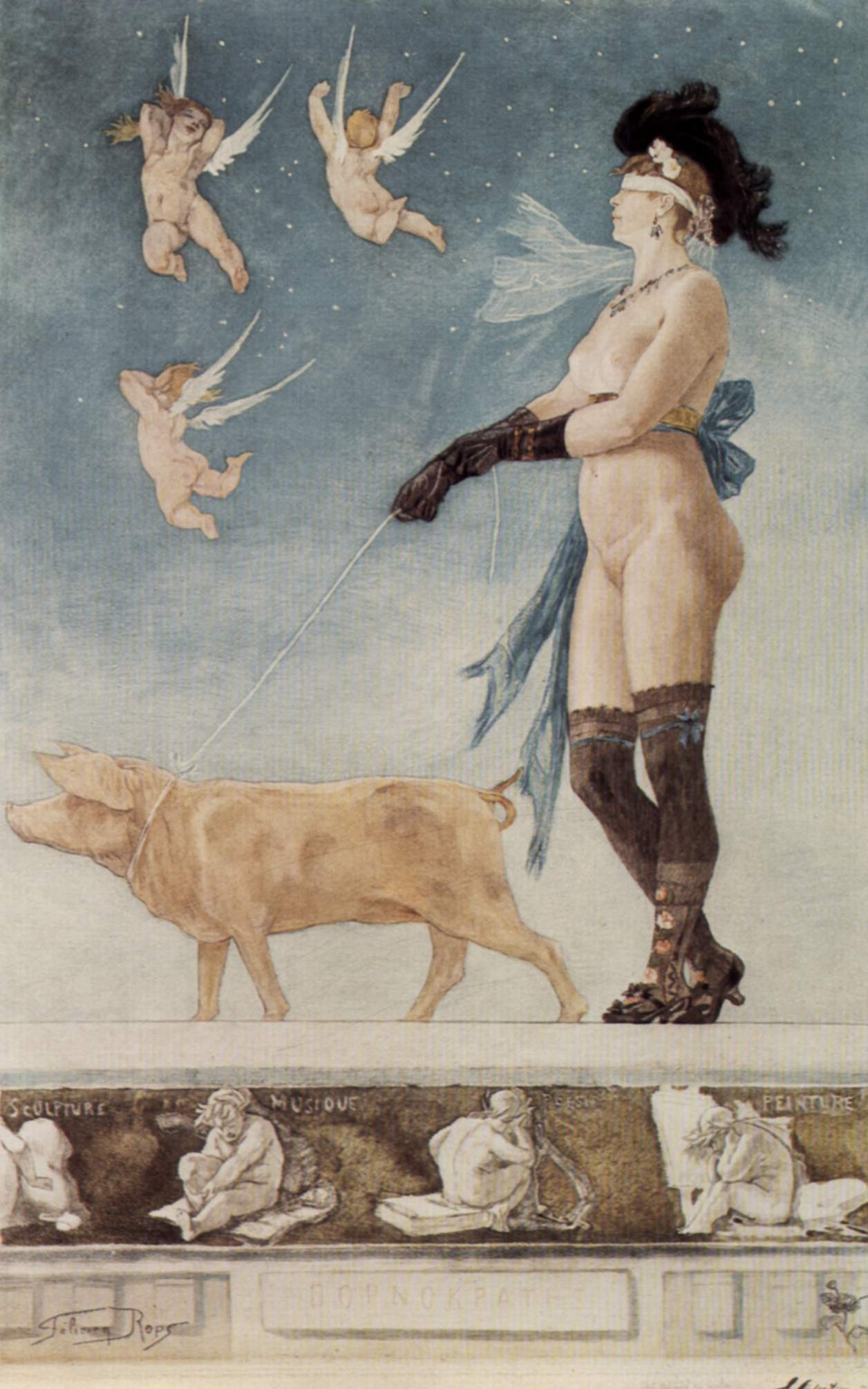
Pornocrates.
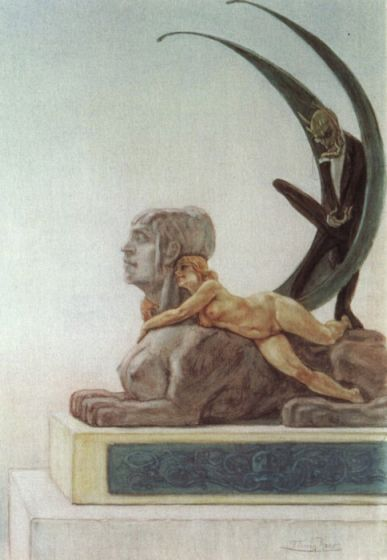
Diaboliques.
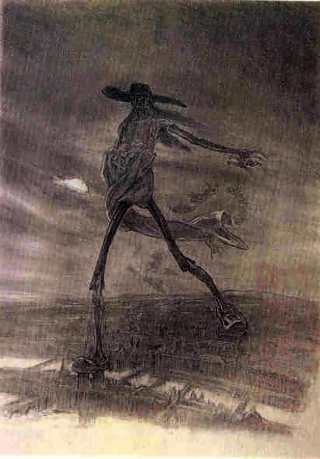
Satã a semear.